# 犬若あかね
犬若 あかね（いぬわか あかね、Akane Inuwaka）は、悠紀エンタープライズ開発の2D対戦型格闘ゲーム『アルカナハート』シリーズに登場する架空の人物。
担当声優は新堂真弓。

## キャラクター設定
妹の犬若なずなと共に『すっごい！アルカナハート2』の追加キャラクターとして初登場する。『すっごい!』では無印『2』から続投しているキャラクターでストーリーモードをプレイすると、4人目の対戦相手として乱入することがある。
『3』ではあかねの知人たちが日本各地で起こっている次元の歪みに対処するべく動き出した。あかね自身も表向きは「日本漫遊 武者修行の旅」の名目で、日本各地の次元の歪みを解決する旅に出る。

## 人物
千年守・朱鷺宮神依に仕えるあやかしの一族「犬若丸一族」から派遣された少女。アネゴ肌の傾向があり、好奇心の強い楽天家で、何事も「カッコイイかどうか」で物事を判断する。基本的にさばさばしているが、礼節も良くわきまえており、妹のなずなを常に気にかけているが、決してそれを表には出すことはない。また、エンディングの母親あての手紙は、かなり礼儀正しい文面である。
あやかしの一族である犬若丸一族としては珍しく格闘能力に優れていて、中でもダイナミックな足技を得意としており、それをベースにして「言霊」によって自己の潜在能力を引き出す法を活用して闘う。また、抜群の美声を持ち、その歌声は契約アルカナである「音のアルカナ・フェネクス」をも魅了するほど。音楽ならロックから雅楽まで、こだわり無く何でも好み、街角のバンドに飛び入り参加することもある。
現在は一族ゆかりのある人物が経営する赤羽の甘味処「稲穂庵」に身を寄せ、そこでウェイトレスもしている。

## キャラクターの特徴
スピードに優れたバランスキャラクター。
扱いやすい通常技に加え、相手から離れるようにして動く必殺技や全キャラクタートップクラスのダッシュ性能を活かし、牽制合戦の刺し合いから素早い空中ダッシュや必殺技からの奇襲といった臨機応変な戦法を取ることができる。
反面、コンボの繋がりが悪く言霊のキャンセルを絡めたコンボを利用しても他のキャラクターと同程度のダメージ量であるなど、逆転性は乏しい。
その抜群のスピードを活かし、ローリスクかつコンボチャンスをたくさん作る立ち回りを要する。しかし、デメリットを考慮してもトータルな性能は高く、癖もそれほど強くないことから初心者でも扱いはじめることが可能。

## 技の解説

### 必殺技
魂振り
あかね独自の能力・言霊をストックする技。Aで1つ、Bで2つ、Cで3つ溜まり、最大3つまでストック可能。言霊を1つ消費することで、必殺技をキャンセルして必殺技を出すことが可能となる。
風払い
前方へステップしながら足払いをかけ、宙返りしながら蹴り上げる。蹴り上げた後は自動的にバックステップするため、追撃するにはホーミングまたは言霊が必要。
鳥翔け
空中から急降下しながら蹴りを繰り出す。Cで出した場合のみ、ボタンを押し続けることで落下スピードを遅らせることが可能。
月砕き
両足を空に向け、突き出して上昇していく対空技。
花薙ぎ
相手を掴み、後方に回り込んでの一撃で地面に叩きつける打撃投げ。一見投げ技のように見えるが打撃技であり、空中で出すことも可能。空中で出すとガードクラッシュ効果が付与される他、ダウン復帰不能となるため対空や空中コンボの締めに向いている。
花映し
カウンター技。飛び道具にも反応し、成功すると移動して「花薙ぎ」を使用する。
風紋
その場で構えをとり、相手が攻撃してくると相殺を引き起こす。どの位置で技を発動したかによって、相殺出来る場所が異なる。
風舞い
Aは前方、Bは後方、Cは斜め上に高速移動する移動技。演出上、一時的に姿を消すがその間もくらい判定は残っている。

### 超必殺技
満月落とし
発動すると斜め上へ蹴り上げ、ヒットすると無数の蹴りをくらわせ、最後に地面に叩き落とす。ガードされた場合は隙を作ってしまうので注意が必要。
あかね分身の術
相手に突進し、ヒットすると4つに分身して攻撃する。このはの「このは百分身の術」とよく似ている。

### クリティカルハート
瞬刻
高速で突進し、ヒットすると相手の左右を往復しながら攻撃する。演出中にボタンを連打することによって四段階に変化し、ヒット数がアップする。最大まで連打を成功させると特別な演出に入るが、その為にはかなりの連打力が必要。

## 契約アルカナ
音のアルカナ フェネクス (Fenecs)
翼を持った不死鳥のような姿を持つ高次の存在。あらゆる音を自在に操ることが出来、その声は相手の心をかき乱す歌にも、破壊をもたらす衝撃波にもなり得る。聖霊さえも魅了する歌声を持つあかねに惚れ込み、無償で力を貸している。

### 属性効果
ユニソヌス
溜め成立攻撃時に自動的にカノンを設置する。

### アルカナ必殺技
カノン
円形の音波を設置する。これに他のアルカナ技を当てることで共鳴し、その技の効果に変化する。
アクセンタス
自分の周りに音波を発生させて攻撃する。
エコー
地上では斜め上へ、空中では斜め下へ向けて扇状の音波を飛ばす。扇状の音波は画面端に当たると反射するが、この反射部分に攻撃判定があるため、反射させないと意味が無い。ちなみに設置してあるカノンに当たると、カノンがエコーに変化して飛んで行く。

### アルカナ超必殺技
ヴィーヴォ
「アクセンタス」の強化版。
カンテレーナ
カノンを複数設置する。発動による暗転中にボタンを押し続けることで、それに応じて配置が変化する。
タセット
相手の放った飛び道具を全て消す。キャラ固有技によるものも、アルカナ技によるものも全て消せるため、相手の牽制を封じることができる。

### アルカナブラスト
アルス・アンティクア
通常技使用時に、その場所にカノンを設置する。ガードされた場合でも設置する。

### アルカナフォース
アルス・ノーヴァ
カノンの共鳴時の攻撃がパワーアップする。「エコー」は相手を貫通して多段ヒットするようになり、「アクセンタス」は「ヴィーヴォ」に変化、「ヴィーヴォ」は威力が大幅に上昇する。

### アルカナブレイズ
アレルヤ
フェネクスが出現し、周囲に攻撃判定のある音波を複数発生させて攻撃する。攻撃範囲が広大であり、画面拡大時でなければほぼ全画面をカバーする。前半部分は空中ガードができないので、相手を打ち上げてから使用すると成功しやすい。

## その他
- 年齢がはっきり判明しており、かつ操作できる登場人物の中では、最年長である。ただし、これはミルドレッドや華明芳など、操作できないキャラクターを除くものとした場合である。プレイヤーキャラクターで年齢が正確に特定できないキャラクターを含めた場合、クラリーチェや神依があかねよりはるかに年上になる。
- 本人は犬若丸一族の証とも言える犬耳を人前に晒してしまうことを「カッコわるい」と思っているらしく、常にカチューシャで隠している。一部の勝ちポーズではカチューシャが取れて犬耳が露わになるものがあるが、その時は必死になって両手で犬耳を隠している。
- 犬若姉妹のいる「甘味処稲穂庵」は、はぁとの「喫茶あいの」の近所にある。